# Воронцово (Якутія)
Воронцово (рос. Воронцово) — селище Аллаїховського улусу, Республіки Саха Росії. Входить до складу Юкагірського наслегу.
Населення — ненаселений (2015 рік).